# Petrophile carduacea
Petrophile carduacea är en tvåhjärtbladig växtart som beskrevs av Meissn.. Petrophile carduacea ingår i släktet Petrophile och familjen Proteaceae. Inga underarter finns listade i Catalogue of Life.